# Iori Himeka
Iori Himeka (庵 ひめか 7 tháng 3 năm 2002 –) là một nữ diễn viên khiêu dâm người Nhật Bản. Cô sinh ra tại tỉnh Shizuoka và thuộc về công ti Life Promotion.

## Sự nghiệp
Tháng 9/2022, cô ra mắt ngành phim khiêu dâm với tư cách là nữ diễn viên độc quyền của Idea Pocket. Cô đã nói lí do ra mắt ngành của mình là "Tôi đã đang lướt Twitter và đã thấy một nữ diễn viên khiêu dâm rất đáng yêu. Vì vậy tôi cũng muốn tham gia thế giới này." Mặc dù lúc đó cô biết rằng phim khiêu dâm là "về quan hệ tình dục", cô đã chưa từng thực sự xem chúng.。
Cô đã xuất hiện trên bìa tạp chí FANZA hàng tuần số đầu tiên trong tháng 6/2023 (GOT).

## Đời tư
Điểm nổi bật của cô là bộ ngực Cup L. Ngực của cô đã có cỡ Cup F khi cô học tiểu học, tuy nhiên chúng đã bắt đầu to ra vào năm ba cấp hai, và đến khi cô học cấp ba, ngực cô đã to như hiện tại. Cô đã ghét việc không thể trông đáng yêu khi mặc đồng phụ (cô trông khá mập) và đã có phức cảm về điều này. Lần đầu cô quan hệ tình dục là vào năm đầu trung học, tại một khách sạn với một đàn anh cao và đẹp trai trong đội bóng rổ. Cô cảm thấy khá đau đớn khi quan hệ tình dục lần đầu, và cô đã nói rằng cô không thực sự thích quan hệ tại thời điểm đó. Cô đã hẹn hò với bạn trai đầu tiên trong khoảng 1 năm. Người tiếp theo cô hẹn hò là một giáo viên thể dục tại một trường trung học khác, và họ đã hẹn hò đến khi cô tốt nghiệp trung học. Sau khi tốt nghiệp trung học, cô đã làm việc tại một quán rượu. Từ khi cô bắt đầu hoạt động trong ngành phim khiêu dâm, cô đã bắt đầu nhận được những lời khen về ngực mình, nói rằng chũng là "vũ khí" của cô.
Lớn lên trong một gia đình khá nghiêm khắc, từ nhỏ cô đã luôn mong muốn được chơi búp bê Sylvanian Families và chơi cùng chó Shiba Inu tại nhà bạn (do cô không được có búp bê hay chó tại nhà). Sở thích của cô là lướt mạng, nấu ăn và nghe radio còn kĩ năng đặc biệt của cô là sử dụng cơ thể dẻo dai của mình.